# Nataša Mikuš Žigman
Nataša Mikuš Žigman (ur. 16 lipca 1971) – chorwacka urzędniczka państwowa i menedżer, w latach 2016–2022 sekretarz stanu w resortach gospodarczych, od 2025 minister rozwoju regionalnego i zarządzania funduszami europejskimi.

## Życiorys
W 1998 ukończyła studia nauczycielskie z zakresu języka angielskiego i niemieckiego na Uniwersytecie w Zagrzebiu. W 2000 uzyskała magisterium z europeistyki w Sussex European Institute w Brighton. W 2012 została absolwentką studiów z zakresu gospodarki Unii Europejskiej na macierzystej uczelni w Zagrzebiu. W 2000 podjęła pracę w administracji rządowej. W latach 2005–2011 pełniła funkcję zastępczyni sekretarza stanu w biurze ds. rozwoju i koordynacji funduszy unijnych. Od 2012 zatrudniona na dyrektorskich stanowiskach w agencji zajmującej się finansowaniem i kontraktowaniem programów UE.
Była następnie sekretarzem stanu w ministerstwie gospodarki, małej i średniej przedsiębiorczości oraz rzemiosła (2016–2020), a następnie w resorcie gospodarki i zrównoważonego rozwoju (2020–2022). W 2023 powołana na stanowisko dyrektorskie w koncernie spożywczym Podravka. W lipcu 2025 dołączyła do trzeciego rządu Andreja Plenkovicia, obejmując w nim stanowisko ministra rozwoju regionalnego i zarządzania funduszami europejskimi.